# Красные пришли (картина Моисеенко)
«Красные пришли» — картина советского и российского живописца Евсея Евсеевича Моисеенко.

## История произведения
Работа над картиной началась ещё в 1956 году. В ходе работы художник почувствовал необходимость поехать в родное село Уваровичи, где он в детстве впервые услыхал мощный топот кавалерии. В Уваровичах художник много работал, писал этюды. На их основе окончательно оформился замысел картины.
Тихая деревенская улочка, запечатленная в одном из таких этюдов, и стала местом действия событий, изображенных в картине «Красные пришли».
Первый вариант картины изображал короткий привал красной конницы. «Спешившийся боец жадно пьет воду прямо из крынки. Перед ним женщина с торопливо наброшенным на голову платком. Она в каком-то оцепенении. Рядом с ней мальчишка в будёновке, в старом, оставшемся, очевидно, от отца поношенном френче, спускающемся до колен, он во все глаза смотрит на бойца. А кругом бойцы, крестьяне, тачанки, лошади, они образуют живописные группы».
Однако этот вариант показался автору слишком повествовательным и жанровым, лишённым «динамического пафоса и романтической приподнятости». «Мне хотелось, — писал Е. Е. Моисеенко, — чтобы зритель не просто увидел эпизод прихода красных именно в эту деревню, а почувствовать, что именно эти люди понесут и пронесут Красное знамя победы по всей России. Колористическое и пластическое решение вещи мне хотелось подчинить этой идее».
Почти завершенный холст был отставлен в сторону и начались новые поиски. Через десятки эскизов, набросков, шаг за шагом художник приближался к цели. Композиция не один раз решительно пересматривалась и изменялась. Так художник приступил к созданию второго варианта.
Работая над картиной, художник искал конкретные черты своих героев. Иногда находил более или менее подходящий типаж, писал этюд, который затем в картине трансформировался согласно замыслу. Иногда это был вымышленный образ. Уже в первых набросках обозначились общие очертания фигуры комиссара, образ которого от эскиза к эскизу все более и более приобретал конкретные черты. Прототип был лишь у белобрысого мальчугана, наблюдающего за происходящим с крыльца. Художник вспоминает, что красные конники ему, тогда ещё мальчику, казались гигантами. Такими они и предстают перед нами в его картине.
В ходе работы над холстом автор первоначально поместил у открытой калитки, на переднем плане, девушку, приветствующую красных воинов. Но вскоре художник убедился, что эта фигура придает некоторую многословность композиции, лишает зрителя активности и убрал эту превосходно написанную фигуру.
Полотно Моисеенко завоевало широкую популярность всюду, где экспонировалось. Оно побывало на республиканской и всесоюзной выставках, в Польше, ГДР, Дании, Мексике, Бразилии, на Кубе.
В октябре 1966 г. за эту картину живописец был удостоен Государственной премии РСФСР имени И. Е. Репина.
В 1974 г. постановлением ЦК КПСС и Совета Министров СССР «О присуждении Ленинских премий в области литературы, искусства и архитектуры 1974 года» году художнику присуждена Ленинская премия за цикл картин «Годы боевые», который представляло также произведение «Красные пришли».
Ныне произведение находится в собрании Государственного Русского музея (поступила в 1968 г. из МК СССР).

## Сюжет. Художественные особенности
Ранней весной в вечерних сумерках врывается в деревенский покой отряд, словно вихрь, впереди которого полыхает красное знамя. На холсте всего несколько всадников. Но композиция построена так, что мы воспринимаем их как могучую лавину бойцов, которых никто не в состоянии остановить. Именно этот образ так долго и упорно искал художник.
Зритель чувствует себя активным участником происходящего события, он как бы оказывается среди жителей села, спешащих разглядеть проскакавшего знаменосца.
«Вихревые образы» главных героев картины дополняют друг друга, создавая целостный, пластически обобщенный образ Красной Армии времен гражданской войны. Трубач стремительно несётся вслед знаменосцу. «А вслед за ними рвется вперед широкоскулый загорелый боец в синей бурке. По его глазам, несколько утомленным, но внимательно следящим за всем, что происходит на улице, по всей напряженной его фигуре мы безошибочно узнаем красного командира. Рядом с ним на иссиня-вороном коне комиссар в выцветшей от солнца и дождя гимнастерке… Вся его фигура — как натянутая струна… За ним бойцы: широко нам улыбающийся, видавший виды, с открытым крестьянским лицом, и тот, что приветственно машет рукой. Мчащийся рядом с ними юноша по-мальчишески серьезен, его романтическая душа стремится скорее ринуться в бой».
Композиционная находка автора — забор, наискось перерезающий стремительное движение коней, в сочетании с высоко поднятой линией горизонта, позволили Е. Е. Моисеенко создать динамичное ощущение всей сцены, как бы выхваченной прямо из жизни.
Это произведение глубоко захватывает зрителя, заставляет вновь переживать далекие, ставшие легендой дни. Такое впечатление усиливается от превосходно найденного выразительного рисунка, масштабов темных и светлых, теплых и холодных тонов, от страстной, темпераментной живописи, то прозрачной, почти акварельной, то широкой, пастозной со стремительно нанесенными мазками, через которые просвечивают другие цвета, что создает такое колористическое богатство, при котором каждый фрагмент живописи работает самостоятельно.
Художественное решение передачи движения в пространстве картины возвысило картину «Красные пришли» до уровня шедевра. Благодаря стремительной ритмике построения, резким цветовым контрастам, остроте и динамичности форм холст создаёт взволнованное, напряжённое настроение. Линейный ритм Моисеенко усилил горизонтальной вытянутостью улицы, домов, забора.
…все было наполнено стремительным движением, летучим блеском несущейся конницы, ощущением мгновенно ворвавшегося в жизнь праздника» (М. Герман)
Они бессмертны —  всадники революции. Всегда жива их вера и надежда, их устремлённость в будущее. Это движение нельзя остановить! (Л. Новожилова)
Профессор В. А. Леняшин высоко оценил картину «Красные пришли» и поставил в один ряд с комиссаром К. Петрова-Водкина, партизанами С. Герасимова, защитниками Петрограда А. Дейнеки: обрели реальность красные конники… — справедливые, благородные, они освобождают города и сёла, оповещают весь мир о начале новой эры и, ни минуты не колеблясь, отдают свою жизнь во имя будущего.